# Скеля Кам'яний гриб
Ске́ля Кам'яни́й гриб — геологічна пам'ятка природи місцевого значення в Україні. Розташована в межах міста Звягель Житомирської області, у східній частині міста. 
Площа 0,1 га. Статус надано 1967 року. Перебуває у віданні Звягельського міськкомунгоспу. 
Пам'ятка природи створена з метою охорони мальовничої скелі з рожево-сірого граніту. Складається з двох монолітів, які утворюють величезний кам'яний гриб. 